# 北考德威爾 (新澤西州)
北考德威爾（英語：North Caldwell）是位於美國新澤西州艾塞克斯縣的自治市鎮。

## 人口
根據2020年美國人口普查的數據，北考德威爾的面積為7.96平方千米，當中陸地面積為7.95平方千米，而水域面積為0.01平方千米。當地共有人口6694人，而人口密度為每平方千米841人。